# Jef Hertoghs
Jef Hertoghs (Nijmegen, 31 januari 1970) is een Nederlands film-editor, voornamelijk van speelfilms en dramaseries.

## Biografie
Vanaf zijn zesde had hij een fascinatie voor het filmvak. Schreef in zijn jeugd vele scenario's en verhalen. Speelde piano en basgitaar en zat in de jongste popgroep van Nijmegen (The Prime) waarmee hij regelmatig speelde op studentenfeesten. Hij maakte films met 8mm-film die hij vervolgens monteerde op een 8mm-viewer. In 1989 werd hij toegelaten op de Filmacademie voor de vakken scenario en montage. Tijdens de filmacademie heeft hij stage gelopen bij 'Het Materiaal' van Ot Louw en Hans Dunnewijk Bij dit bedrijf kreeg hij de kans De Legende van de Bokkerijders te snijden van Karst van der Meulen. Dit was een van de laatste projecten op film omdat de digitale montage zijn opmars maakte. Bij het toenmalige NOB heeft hij van editor Charlotte van der Veen geleerd met  digitale montage, AVID te werken. Na jaren freelancen als assistent en later als editor startte hij in 2000 in Hilversum het post-productie bedrijf 'De Vertellers', momenteel gevestigd aan de Mauritskade in Amsterdam. Momenteel werkt hij met een klein team aan allerhande series en is mede-eigenaar van de Vertellers. Naast het zelf monteren van producties is Jef ook regelmatig actief op het gebied van scenario- en script ontwikkeling/advisering en schrijft en ontwikkelt hij zelf programma's.

## Portfolio

### Dramaseries (comedy)
- Sluipschutters van Albert Jan van Rees met Leo Alkemade Jochen Otten Ronald Goedemondt en Bas Hoeflaak
- NTR NieuwZeer II (co-editor) NPO 3 Niek Barendsen (NPO3)
- De Luizenmoeder (2018) met o.a. Jennifer Hoffman Ilse Warringa en Diederik Ebbinge
- Toren C (2020) met Margôt Ros, Maike Meijer en Albert Jan van Rees
- Danni Lowinski[2] (2016) met Marlijn Weerdenburg
- Bitterzoet (LindaTV)[3] (2016)
- De mannen van dokter Anne  (2016)
- Komt een man bij de dokter[4] (2014)
- Feuten seizoen III (2013)
- Feuten seizoen II (2012)
- verborgen gebreken seizoen III (2011)
- verborgen gebreken seizoen II (2010)
- Feuten seizoen I (2010)
- Verborgen gebreken seizoen I (2009)
- De hoofdprijs (2009)
- Sprint! (2005)
- De afdeling (2004)
- Fort Alpha (1997)

### Dramaseries (fictie)
- Dit zijn wij (2019) (diverse afleveringen)
- Nieuwe buren (2017)
- Nieuwe buren (2016)
- Het verborgen eiland[5] (2014)
- Nieuwe buren (2014)
- De ontmaskering van de vastgoedfraude (2013)
- Beatrix, Oranje onder vuur (2011) met Pim van Hoeve
- Seinpost Den Haag (2011)
- Downistie van Jack Valkering (2011)
- Abi II (2010)
- Keyzer & De Boer Advocaten (2007)
- De Erfenis (2004)
- Het glazen huis (2004)
- Hartslag (2002)
- De 9 dagen van de gier (2001)
- Russen (televisieserie) (2001)
- De middeleeuwen (2001)
- Westenwind (televisieserie) (1999)
- Het sluitend bewijs (1996)
- Verhalen uit de bijbel (1996)
- De Legende van de Bokkerijders (1994)

### Speelfilms, telefilms & shortfilms
- Luizenmoeder, geschreven en geregisseerd door Ilse Warringa, haalde respectievelijk de Gouden- en de Platina Film en werd genomineerd voor de publieksprijs Gouden Kalf (filmprijs)
- Undercover[6] (2015)
- Feuten: Het Feestje[7] (2013)
- Salam (2013)
- Meneer Braker (2012)
- Waar is Shirley (2011)
- Lang zal ze leven, telefilm van Mannin de Wildt (2011)
- Ocobar's American Bioscope: 1. Faith (2010)
- 6 tips om de beste voetballer van de wereld te worden (2010)
- Grandma's House (2008)
- Don (Nederlandse film) (2006) van Arend Steenbergen
- Car Men (2006)
- Verdwaald (2004)
- Vlucht der verbeelding (2003)
- Shelter (2003)
- The Delivery (1999) [Video Premiere Award 2001] van Roel Reiné
- Temmink: The Ultimate Fight (1998)
- Face (1995)

### Televisie
- Brutale Meiden (1997) met Tatum Dagelet en Jennifer de Jong
- Liberg zappt zichzelf[8] [International Emmy Award 1997] (1997) met Hans Liberg

### Filmacademie
- De Marionettenwereld[9] (1993)
- Horror vacui[10] (1993)